# Josef Král
Josef Král, född 15 juni 1990 i Dvůr Králové nad Labem, är en tjeckisk racerförare.

## Racingkarriär
| År                                               | Klass/Mästerskap             | Team                       | Bil                       | Totalt/Poäng    | Bästa placering            |
| ------------------------------------------------ | ---------------------------- | -------------------------- | ------------------------- | --------------- | -------------------------- |
| 2005                                             | Formula 1400 Czech           | ?                          | ?                         | 3:a/?p          | ?                          |
| 2006                                             | Formula BMW ADAC             | Micánek Motorsport         | Mygale FB02 (BMW K1200RS) | 12:a/40p        | ?                          |
| 2006                                             | Formula BMW World Final      | Josef Kaufmann Racing      | Mygale FB02 (BMW K1200RS) | 36:a            | 36:a                       |
| 2007                                             | Formula BMW UK               | Räikkönen Robertson Racing | Mygale FB02 (BMW K1200RS) | 2:a/636p        | 1:a                        |
| 2007                                             | Formula BMW ADAC             | ADAC Berlin-Brandenburg    | Mygale FB02 (BMW K1200RS) | 25:a/56p        | ?                          |
| 2007                                             | Formula BMW World Final      | Mücke Motorsport           | Mygale FB02 (BMW K1200RS) | Diskvalificerad | Diskvalificerad            |
| 2007/2008                                        | A1 Grand Prix                | A1 Team Czech Republic     | Lola B05/52 (Zytek)       | 19:e/10p        | 18:e i Durban (Race 1)     |
| 2008                                             | International Formula Master | Team JVA                   | Formula S2000 (Honda)     | 6:a/29          | 1:a i Oschersleben         |
| 2009                                             | International Formula Master | JD Motorsport              | Tatuus IFM (Honda K20A)   | 3:a/62p         | Två segrar                 |
| 2009/2010                                        | GP2 Asia Series              | Super Nova Racing          | Dallara GP2/05 (Renault)  | 11:a/8p         | 3:a på Yas Marina (Race 2) |
| 2010                                             | GP2 Series                   | Super Nova Racing          | Dallara GP2/08 (Renault)  | 24:a/3p         | 5:a på Yas Marina (Race 2) |
| 2011                                             | GP2 Asia Series              | Arden International        | Dallara GP2/11 (Renault)  | 9:a/8p          | 2:a på Yas Marina (Race 2) |
| 2011                                             | GP2 Series                   | Arden International        | Dallara GP2/11 (Renault)  | säsongen pågår  | säsongen pågår             |
| Senast uppdaterad: 2011-06-27 (4944 dagar sedan) |                              |                            |                           |                 |                            |